# Макдауэлл, Пол
Пол Макдауэлл (англ. Paul McDowell; 17 января 1905, Филадельфия, Пенсильвания — 14 августа 1962, Филадельфия, Пенсильвания) — американский гребец, выступавший за сборную США по академической гребле в конце 1920-х годов. Бронзовый призёр летних Олимпийских игр в Амстердаме в зачёте распашных безрульных двоек, победитель и призёр первенств национального значения.

## Биография
Пол Макдауэлл родился 17 января 1905 года в Филадельфии, штат Пенсильвания.
Занимался академической греблей в местном филадельфийском клубе Pennsylvania Barge Club, в составе которого неоднократно становился победителем и призёром национального первенства.
Наивысшего успеха в гребле на международном уровне добился в сезоне 1928 года, когда вошёл в основной состав американской национальной сборной и благодаря череде удачных выступлений удостоился права защищать честь страны на летних Олимпийских играх в Амстердаме. В программе распашных безрульных двоек вместе с напарником по филадельфийскому клубу Джоном Шмиттом благополучно преодолел все предварительные этапы, тогда на стадии полуфиналов потерпел поражение от команды Германии. В утешительной гонке за третье место победил сборную Италии и тем самым завоевал бронзовую олимпийскую медаль.
Впоследствии проявил себя как спортивный директор, был владельцем компании по продаже газет.
Умер 14 августа 1962 года в Филадельфии в возрасте 57 лет.